# P進周期環
数学の p 進周期環（ピーしんしゅうきかん、英: p-adic period rings）とは、p 進数体に関係するある一群の環の総称である。p 進ホッジ理論や p 進ガロア表現の理論、岩澤理論の研究に使われる。ジャン＝マルク・フォンテーヌによって導入された。

## 性質
p を素数、K を標数0の完備な離散付値体でその剰余体 k は完全体かつ標数が p であるものとする。例えば p 進数体 Qp の有限次拡大などがこのような体の例である。剰余体が有限体であることは必ずしも仮定しない。これは剰余体が代数閉体である場合を扱えるようにしておくためである。
K から p 進周期環と呼ばれる環 BdR, Bcrys
, Bst が構成される（#構成参照）。BdR は p 進周期の体、Bcrys
は crystalline period ring（直訳: クリスタリン周期環） と呼ばれることもある。これらの環は次に述べる性質を持っている。
記号 整数環が定義できる体 F に対してその整数環を 𝒪F で表す。また体 F に対してその代数的閉包を F、絶対ガロア群を GF で表す。CK を K の完備化とする。W を k に係数を持つヴィット・ベクトルの環 W(k) とし、その商体を K0 とする。K は K0 上の有限次完全分岐拡大になる。P0 を k に係数を持つヴィット・ベクトルの環 W(k) の商体とする。N を0以上の整数の集合とする。整数 n に対して Qp(n) で GK が円分指標の n 乗で作用する Qp 上の1次元ベクトル空間を表す。CK(n) も同様。

### BdR
- BdR は完備離散付値体である[13]。その剰余体は自然に CK と同型である。BdR の離散付値を v、離散付値環 を B+
dR で表す。
- 整数 i に対して付値が i 以上の元からなる BdR の部分集合を Fili BdR で表す。これは BdR の減少フィルトレーションを定める。
- BdR には絶対ガロア群 GK が作用する。剰余体への射影 Fil0 BdR → CK はこのガロア群の作用と可換である。
- GK の作用と可換な Qp 線型な自然な単射 Qp(1) ↪ Fil1 BdR が存在する。この写像による0ではない元の像は BdR の素元になる。この自然な単射から任意の整数 i に対し自然な単射 Qp(i) ↪ Fili BdR が定まる。gri
Fil BdR と CK(i) は GK の作用も込みで同型である。
- BGK
dR = K
- BdR は K をその有限次拡大に置き換えても変わらない。
- B+
dR は K を含む[14]。これは自明なことではない[15]。
- B+
dR は離散付値から定義される位相を持つ[16]。これとは別に、定義 B+
dR ≔  K⊗WW(R)/Ker(θK)m に現れる W(R) の位相の逆極限から得られる位相もある。Fontaine & Ouyang (2008, p. 93) はこの位相を natural topology（直訳: 自然位相）と呼んでいる。
- 環準同型 s: CK → B+
dR であって θ∘s が恒等写像となるものが存在する。ここで θ は B+
dR からその剰余体 CK への自然な準同型である。しかし一意には定まらず GK の作用と可換にもならない。

### Bcrys
- Bcrys は GK 作用に関して閉じている BdR の部分環である[13]。体の部分環なので整域である[17]。
- Bcrys は P0 と Qp(i) を含む（i は任意の整数）[13]。
- Bcrys は BdR の減少フィルトレーションから誘導される減少フィルトレーションを持つ。このフィルトレーションに関して gri
Fil Bcrys = gri
Fil BdR が任意の整数 i に対して成り立つ。これは形式的ローラン級数環 C⟦X⟧[X−1] と係数の絶対値が急減少するべき級数からなるその部分環との関係に似ている。
- Bcrys はフロベニウスと呼ばれる単射自己準同型 φ: Bcrys → Bcrys を持つ。これは次の性質を持つ。
  - P0 のフロベニウスに関して半線型。
  - GK の作用と可換。
  - t ∈ Qp(1) ⊂ Bcrys に対して φ(t) = pt が成り立つ。
  - Fil0 BdR ∩ Bφ=1
crys = Qp
- BGK
crys = K0
- Bcrys も K をその有限次拡大に置き換えても変わらない。

### Bst
- Bst は GK 作用に関して閉じている Bcrys を含む BdR の部分環である[18]。体の部分環なので整域である[17]。
- Bst は us と書かれる一つの元で Bcrys 上生成される。us は Bcrys 上超越的なので[19]、Bst は Bcrys 上の一変数多項式環と同型な環である[18]。us は K の素元 π の取り方によるので、Bst はこの素元の取り方に依存する環である。
- Bst はフロベニウスと呼ばれる単射自己準同型 φ: Bst → Bst を持つ。フロベニウスの作用は Bcrys 上では Bcrys のフロベニウスと同じ。us には φ(us) = pus で作用する。フロベニウスは GK の作用と可換である。
- Bst はモノドロミー作用素と呼ばれる Bcrys 上の導分（英語版） N を持つ。N は N(us) = 1 で定義され、GK の作用と可換である。
- フロベニウスとモノドロミー作用素は関係式 Nφ = pφN を満たす。
- BGK
st = K0
- BN=0
st = Bcrys
- Fil0 BdR ∩ BN=0, φ=1
st = Qp
- Bst は BdR への埋め込みを忘れれば K をその有限次拡大に置き換えても変わらず（モノドロミー作用素は分岐指数に応じて変わる）、K の素元 π の取り方にも依らない。

## 構成
p 進周期環は次のように構成される。

### BdR
環 R を射影系
{\displaystyle {\mathcal {O}}_{\bar {K}}/p{\mathcal {O}}_{\bar {K}}\xleftarrow {(\cdot )^{p}} {\mathcal {O}}_{\bar {K}}/p{\mathcal {O}}_{\bar {K}}\xleftarrow {(\cdot )^{p}} {\mathcal {O}}_{\bar {K}}/p{\mathcal {O}}_{\bar {K}}\xleftarrow {(\cdot )^{p}} \cdots }
の逆極限
R =  𝒪K / p𝒪K
として定義する。つまり、R は集合としては
𝒪K / p𝒪K
の元の無限列
(a0, a1, a2, ...)
であって
an = ap
n+1
を満たすもの全体である。また、環の加法や乗法は成分ごとに定義されたものである。
W(R)
を R を係数とするヴィット・ベクトルのなす環とする。W(R) から K の完備化 CK の整数環 𝒪CK への写像 θ を
{\displaystyle \theta ((a_{0},a_{1},a_{2},\ldots ))=\lim _{m\to \infty }{\tilde {a}}_{(0,m)}^{p^{m}}+p{\tilde {a}}_{(1,m)}^{p^{m-1}}+p^{2}{\tilde {a}}_{(2,m)}^{p^{m-2}}+\cdots +p^{m}{\tilde {a}}_{(m,m)}}
で定義する。ここで、n, m ∈ 𝒪K 
は、W(R)
の元
(a0, a1, a2, ...)
に対しその第 n 成分
an = (an, 0, an, 1, an, 2, ...)
の第 m 成分
an, m ∈ 𝒪K / p𝒪K 
を
𝒪K
に持ち上げたものである。θ は全射の環準同型である。また、その核は単項イデアルである。
R は自然に k 代数になるので
W(R)
は自然に
W ≔ W(k)
代数になる。θ を
K
線型に延長した写像
K⊗WW(R) → CK
を
θK
とし、B+
dR を
{\displaystyle B_{\mathrm {dR} }^{+}=\varprojlim _{m}(K\otimes _{W}W(R))/\mathrm {Ker} (\theta _{K})^{m}}
で定義する。その商体を BdR とする。

### Bcrys
記号は前節と同じとする。ξp を準同型 θ: W(R) → 𝒪CK の核の生成元とし、Qp ⊗Zp W(R) の部分環
WPD(R)
を
{\displaystyle W^{\mathrm {PD} }(R):=W(R)[\xi _{p}^{n}/n!(n\in \mathbb {N} )]}
で定義する。WPD(R) の p 進完備化を Acrys とし、B+
crys を
{\displaystyle B_{\mathrm {crys} }^{+}:=A_{\mathrm {crys} }[p^{-1}]}
で定義する。B+
crys は BdR に埋め込める。t を自然な単射 Qp(1) ↪ Fil1 BdR による0ではない元の像とする。Bcrys を
{\displaystyle B_{\mathrm {crys} }=B_{\mathrm {crys} }^{+}[t^{-1}]}
で定義する。

### Bst
記号は前節と同じとする。π を K の素元として、s = (sn)n∈N
を
π の 𝒪K における p べき乗根の系、つまり
s0 = π, sp
n+1 = sn
を満たすような 𝒪K の元の列とする。s ≔ (sn mod p)n ∈ Nと置くと、これは R の元を定める。W(R) の元
[s]
を
s
のタイヒミュラー代表元とし、B+
dR の元
us
を
{\displaystyle u_{s}:=\log(\pi ^{-1}\otimes [{\underline {s}}])=\sum _{n\geq 1}(-1)^{n-1}n^{-1}(\pi ^{-1}\otimes [{\underline {s}}]-1)^{n}}
で定義する。右辺の級数は
θ([s]) = π であることにより
θ(π−1 ⊗ [s]) = 1
が成り立つので
B+
dR
で収束する。
Bst を
Bcrys 上
us
で生成される環として定義する。